# ふたたびの加奈子
『ふたたびの加奈子』（ふたたびのかなこ）は、新津きよみによる日本の小説。2013年、今作を原作とした映画『桜、ふたたびの加奈子』が公開されている。

## 概要
「生まれ変わり」という超常的な要素が盛り込まれているが、新津自身は特に霊感がなどもなく、生まれ変わりについての文献を多く読んだという。そして育児というプレッシャーと嬉しさが同居しているような複雑な心理描写は自身の経験を元に、子どもが小学校に上がって子育てが一区切りついた時に数年前を振り返って書き上げたという。

## あらすじ
一人娘の加奈子を突然の交通事故で亡くしてから、容子の様子はおかしくなった。加奈子の魂が“マル子”としてまだ近くにいると言い張り、一緒にデパートに出かけ、一緒に食事をする。しかしながら当然その姿は容子にしか見えず、夫である信樹は困り果てる。しかしある日、その“マル子”がマタニティクリニックに飛んでいき、妊婦である野口正美の中に入り込んだのを目撃した容子は、“マル子”は転生したのだ、生まれてくる野口正美の子供こそが加奈子の生まれ変わりなのだと信じこんでしまう。

## 登場人物
桐原 容子（きりはら ようこ）
30代半ば。旧姓：富永。結婚前は保育士をしていた。卵管が詰まりぎみでなかなか妊娠しなかったが、不妊治療の末に妊娠。しかし妊娠6ヵ月の時に子宮筋腫が発見される。加奈子を産んだ後、信樹と医者の説得もあり、手術を受けたため次の妊娠は望めない。加奈子の死について、肉体は戻らないが魂は”マル子”として傍に居続けていると信じ、彼女はその気配を感じることができるため、出かける時も常に隣を気にして話しかけ、夫と2人だけのはずの食事の場でも必ず”マル子”の分まで用意する。”マル子”の存在は四十九日が過ぎる頃から感じるようになったという。恋愛小説や児童書、心理学の本を好んで読む。夫の健康管理にうるさい。父親は入浴中に心筋梗塞で亡くなり、母親もすでに亡くなっている。弟が一人いるが、遠い親戚の家に婿養子に入っている。
夫である信樹の浮気を機に離婚し、高円寺に移り住み、ベビーシッターを始める。
桐原 信樹（きりはら のぶき）
容子の夫。国立大学の農学部を出て、今は大手食品会社のアグリバイオ事業部に所属する仕事一筋の理系人間。加奈子が生まれた翌年に新築一戸建をローンで購入した。
桐原 加奈子（きりはら かなこ）
信樹と容子の一人娘だったが、家から数十メートル離れた友達の家からの帰り道、線で引かれただけの歩道を一人で歩いていた時に白い乗用車に撥ねられて亡くなった。乗用車はそのまま逃げたので犯人は捕まっていない。享年5。身長1m7cmだった。
マル子
※すべて容子の証言による
わずかな隙間さえあればどこでもすり抜けられる。エレベーターが好きですぐ手すりにまたがりたがる。空気の塊のような感じで、気がつくと天井に張り付いていたり、後ろに回り込んでいたり、ふわりと出てしまっていたりする。もともとは臆病。ちゃんと歩いたり走ったり飛んだり跳ねたりする。食事もするが、実際に食物は減らない。名前の由来は、その存在を”なんとなく丸みを帯びて感じるから”。触ろうとしてもそこだけ不思議な力が働いて触れられない。いろいろ形を変えるが、普段は容子の腰よりちょっと上くらいの高さに漂っている。
ゴロー
桐原家が家を購入してすぐにペットショップで買ってきた柴犬。加奈子にとてもよく懐いていた。容子曰く、マル子に向かって吠え続けて敵対視するため、信樹の出張中に容子が勝手に業者に引き取らせてしまった。
野口 正美（のぐち まさみ）
地元の県立高校を出て、東京の大学に進学し、社会人になってから知り合った高校の2年先輩の夫と結婚して6年目の主婦。結婚するまでは一流商社に準総合職として勤めていた。姉がいる。「宮脇マタニティ・クリニック」で菜月を産む。
野口 貴弘（のぐち たかひろ）
正美の夫。次男。実行不可能なことは口にしない性格。優しいが鈍感。
野口 菜月（のぐち なつき）
正美と貴弘の娘。5ヵ月。アトピー体質で紫外線に弱い。よく泣く。加奈子の魂が転生した（と容子は考えている）。
進藤 ゆかり（しんどう ゆかり）
正美が辞めた会社で鉄鋼部にいた同期の同僚。
西村 陶子（にしむら　とうこ）
信樹の浮気相手。信樹の会社の新製品のコマーシャル制作に携わっているテクスタイル・デザイナーでリボンの新進デザイナーとして有名。信樹より10歳年下。大学でテクスタイル・デザインを学び、ヨーロッパやアジアを回って織物の歴史や技術を学んだ。中学1年生の時に母を亡くしている。父親は大きな家具会社の社長。病弱な妹（祥子・3年前に結婚して鎌倉に住んでいる）がいる。離婚後の信樹と一緒に住んでいるが婚姻関係は無い。
土田（つちだ）
野口家の右隣に住んでいる初老の女性。
丸尾 砂織（まるお さおり）
野口正美が妊娠していた頃に隣に住んでいた女性。正美と同じく当時、妊娠中だった。パリで出産し、現在は三鷹市のアパートに息子と2人で住んでいる。以前は「まるお里織」という筆名で海外ミステリーやロマンス小説の翻訳を手掛ける翻訳家として活躍していた。訳書は30冊を超える。
丸尾 賢一（まるお けんいち）
沙織の息子。2歳くらいの男の子。
白鳥 玲児（しらとり れいじ）
日本の美大を出てフランス政府が主催する公募展に入賞し、パリに拠点を移して活動している画家。賢一の父親。砂織とは、砂織が教授秘書をしていたころに知り合った。
滝沢 京介（たきざわ きょうすけ）
砂織を担当していた出版社の翻訳者部門の編集者。砂織よりも7つ年下。

## 書籍情報
- 文庫：ハルキ・ホラー文庫、2000年8月15日発行、ISBN 978-4-89-456741-2
- 文庫【新装版】：ハルキ文庫、2012年10月31日発行、ISBN 978-4-75-843696-0

## 映画
『桜、ふたたびの加奈子』として映画化。「女性のためのロードショー」や「女性に贈る映画」と銘打たれ、2013年4月6日に新宿ピカデリー他、全国109スクリーンで公開された。より女性にアピールされているのは、世代や立場の違う4人の女性（容子・正美・砂織・松代）がもつ人生観が描かれ、母性・クラシック音楽・桜といった女性らしいエッセンスが作品に多数散りばめられているためである。
作品のテーマはいのちの循環（輪廻転生）。桜の花や人間など、全てが循環で動いていることを表現するため、”環”や”円”をモチーフにして撮影された。ただし加奈子の魂が転生する先である正美が主婦ではなくシングルマザーを決意した女子高生であったり、その正美を見つめる高校生や登場人物全ての接点になる古本屋の店主ら小説には存在しないオリジナルの人物が登場するなど、設定は原作と多少異なる。
監督は栗村実。原作との出会いは2002年、栗村がロサンゼルスに住んでいた頃で、いのちの循環という深淵かつ普遍的なテーマに惚れ込み、すぐに原作者である新津きよみの元に熱烈な映画化オファーをした。新津も、”子を亡くした喪失を乗り越える希望を持てる結末””悲しみを乗り越えて夫婦が再生していく物語”という核の部分で監督と一致した想いがあったため、特別な注文はつけず栗村にすべてを任せたという。2004年には脚本が書きあがり、小説ではメインだった娘のひき逃げ事件にまつわるミステリーの部分をバッサリ切り捨てるなど物語の骨組みそのものが変わっていたが、「プロットがシンプルになっているのに映画を観終わった後と小説を読んだ後の感動の質が同じだった」「感動して大泣きした」と新津は絶賛している。
主演の広末涼子と稲垣吾郎は、同じく新津きよみ原作の2009年のテレビドラマ『トライアングル』以来の共演となる。2人はこの作品の中で夫婦役を演じたが、「地に足がついた普通の男を演じるのは新鮮」という稲垣吾郎が演じる夫の姿には、広末涼子や『笑っていいとも!』に登場する"オネメン"達も絶賛している。
撮影は2012年の春、ほとんどが栃木県足利市で行われた。この地はプロデューサーである中山賢一の地元でもあり、大河ドラマ『太平記』（1991年）をきっかけに全国でも類を見ない程に撮影協力体制が整った場所。今作でも市長をはじめ、足利市役所の職員や市民スタッフ、エキストラが全面協力したが、撮影スケジュールは桜の開花具合に合わせたため変更が相次いだ。ちなみに桐原家はセットではなく民家を使って撮影されている。ロケ地は他に、茨城県鉾田市滝浜海岸など。新津も撮影現場に足を運び、信樹（稲垣）が死亡届を実際にある役所に提出するシーンの撮影に立ち会ったが、そこで”死亡届の最後の文字がかすれる”というように男女の悲しみの温度差が理想的な形で表されていたことに脱帽したと話している。
世界各国の映画祭への出品も視野に入れて制作され、2013年11月9日から29日まで台湾で開催された金馬映画祭で上映された。

### ゴーストライター問題の影響
2014年2月、本作の音楽を担当した佐村河内守の「ゴーストライター問題」が明らかになった。これを受けて「桜、ふたたびの加奈子」製作委員会とポニーキャニオンは本作のDVDとBlu-ray Discを2014年2月10日より出荷停止にする措置をとった。また、2014年2月22日から本作を放送予定だったWOWOWは、本作の放送を取りやめ、他の番組に差し替えた。曲の権利確認がなされて、現在は再発売とテレビ放映とが行われている。

### キャスト
- 桐原容子 - 広末涼子[20]
- 桐原信樹 - 稲垣吾郎[21]
- 野口正美 - 福田麻由子
- 東山直也 - 高田翔（ジャニーズJr.）
- 砂織（正美の小学校時代の担任） - 吉岡麻由子
- 田中里衣
- 永井秀樹
- 岸建太朗
- 桐原加奈子 - 戸田みのり
- 横溝菜帆
- 吉満蒼
- 安藤聖
- 山城秀之
- 富永凌平
- 増本庄一郎
- 岡野謙三
- 米谷澪
- 西岡航
- 太田しずく
- 富永松代（加奈子の祖母） - 江波杏子

### スタッフ
- 監督・脚本 - 栗村実
- 原作 - 新津きよみ『ふたたびの加奈子』（ハルキ文庫刊）
- 音楽 - 佐村河内守[22][注釈 1]
- 演奏 - 大谷康子、大谷康子弦楽四重奏団
- 製作 - 飯島三智、小崎宏、亀山千広、水口昌彦、百武弘二、冨木田道臣
- プロデューサー - 山崎康史、和田倉和利、中山賢一
- 共同プロデューサー - 前田久閑、市原明
- ラインプロデューサー - 橋本淳司
- 撮影監督 - ニホンマツアキヒコ
- 照明 - 上嶋ゆきお
- 録音 - 小原善哉
- 美術 - 福田宣
- 衣装 - 宮本まさ江
- ヘアメイク - 細川昌子
- ステディカムオペレーター - 木村太郎
- キーグリップ - ヒロ覚張
- キャスティング - 杉野剛
- 制作担当 -塚村悦郎
- 助監督 - 大橋祥正
- VFXスーパーバイザー - 大萩真司
- 制作プロダクション - シネバザール、パイプライン
- 宣伝 - ファントム・フィルム
- 配給 - ショウゲート
- 製作 - 「桜、ふたたびの加奈子」製作委員会（ジェイ・ドリーム、博報堂DYメディアパートナーズ、フジテレビジョン、ポニーキャニオン、ショウゲート、エフエム東京、シネバザール）

### Blu-ray / DVD
2013年11月20日発売。発売・販売元はポニーキャニオン（2枚組DVD：PCBP-52865、Blu-ray+DVD：PCXP-50185）。
- ディスク1：本編
- ディスク2：特典映像DVD